# Drnek (okres Kladno)
Drnek (Duits: Rasen of Rasen in Böhmen) is een Tsjechische gemeente in de regio Midden-Bohemen en maakt deel uit van het district Kladno. Het dorp ligt op 9 kilometer afstand van de stad Slaný, 13 kilometer afstand van de stad Kladno en 19 kilometer afstand van de stad Rakovník.
Drnek telt 186 inwoners (2023).

## Geschiedenis
In de middeleeuwen waren er twee dorpen, te weten Svídna en Humniště, net ten noordwesten van het huidige dorp. Beide dorpen liepen rond de overgang van de 15e naar de 16e eeuw geleidelijk aan leeg. Pas aan het begin van de 18e eeuw werd het gebied opnieuw bewoond. In 1711 liet graaf Jiří Adam van Martinice in de buurt van het voormalige Humniště een hof van beukenhout bouwen, genoemd naar de heerlijkheid Martinice, en plantte een bos op de plaats van het huidige Drnek. In 1726 stichtte de zoon van bovengenoemde, graaf Adolf Bernard van Martinice, een dorp van dertien huisjes naast het bos, dat Drnky of Drnek werd genoemd naar de achternaam van de toenmalige landsheer. Ook het naburige dorp Nová Studnice werd in dat jaar gesticht. In 1845 telde Drnek 27 huizen met 237 inwoners.
Na de afschaffing van het feodalisme werd het dorp onderdeel van de gemeente Malíkovice. Sinds 1924 is Drnek een zelfstandige gemeente, eerst binnen het district Nové Strašecí en sinds 1960 binnen het district Kladno.

## Verkeer en vervoer

### Autowegen
Drnek is te bereiken via regionale wegen. Op een 3,5 km afstand van het dorp ligt weg I/16 Řevničov - Slaný.

### Spoorlijnen
Er is geen spoorlijn of station in het dorp. Het dichtstbijzijnde station is Kačice, op 5 km afstand. Dat station ligt aan de spoorlijn Praag - Lužná - Chomutov/Rakovník. 

### Buslijnen
Er halteren buslijnen met de volgende bestemmingen in het dorp: Kladno, Mšec, Nové Strašecí, Slaný en Smečno.

## Bezienswaardigheden
- Restanten van het fort en dorp Humniště, met tevens een archeologische vindplaats;[4]
- Restanten van het dorp Svídna, eveneens met archeologische vindplaats.

## Galerij

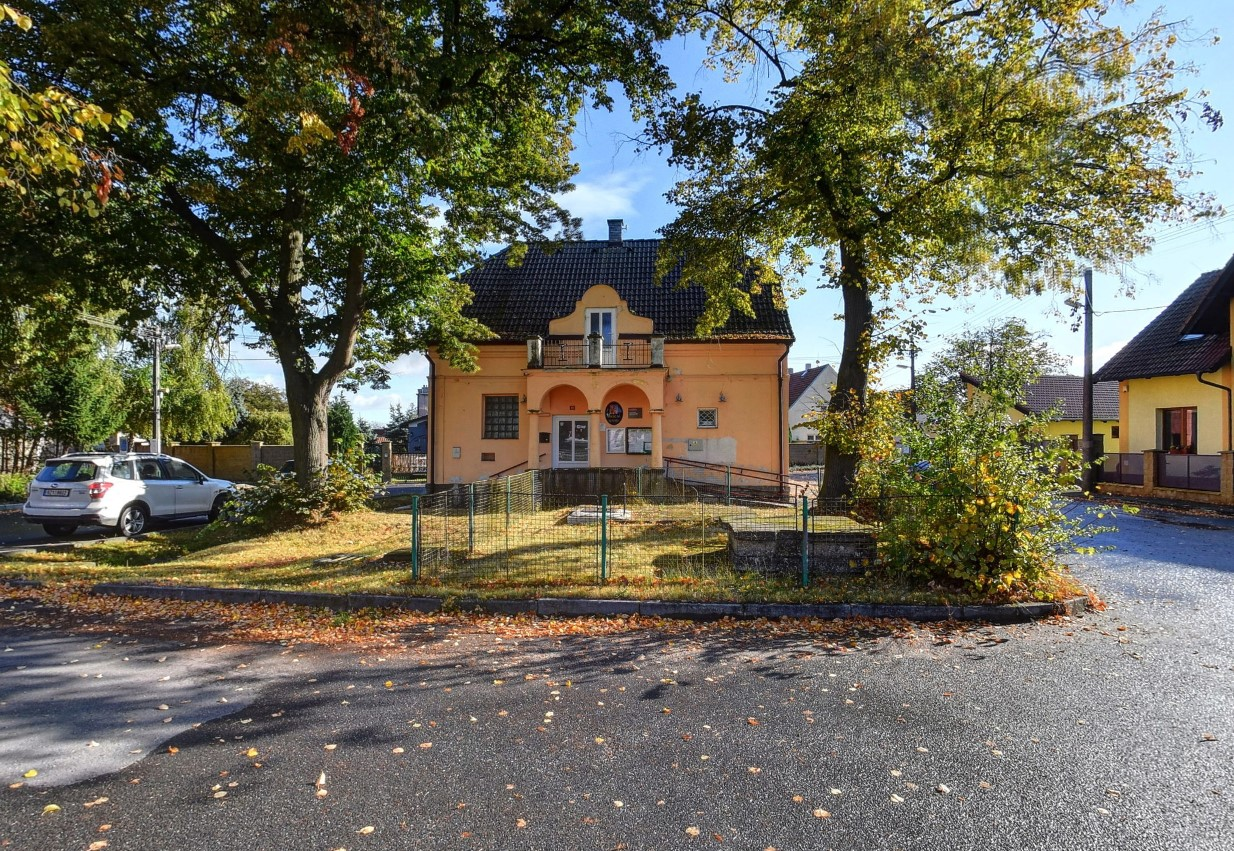
Gemeentehuis
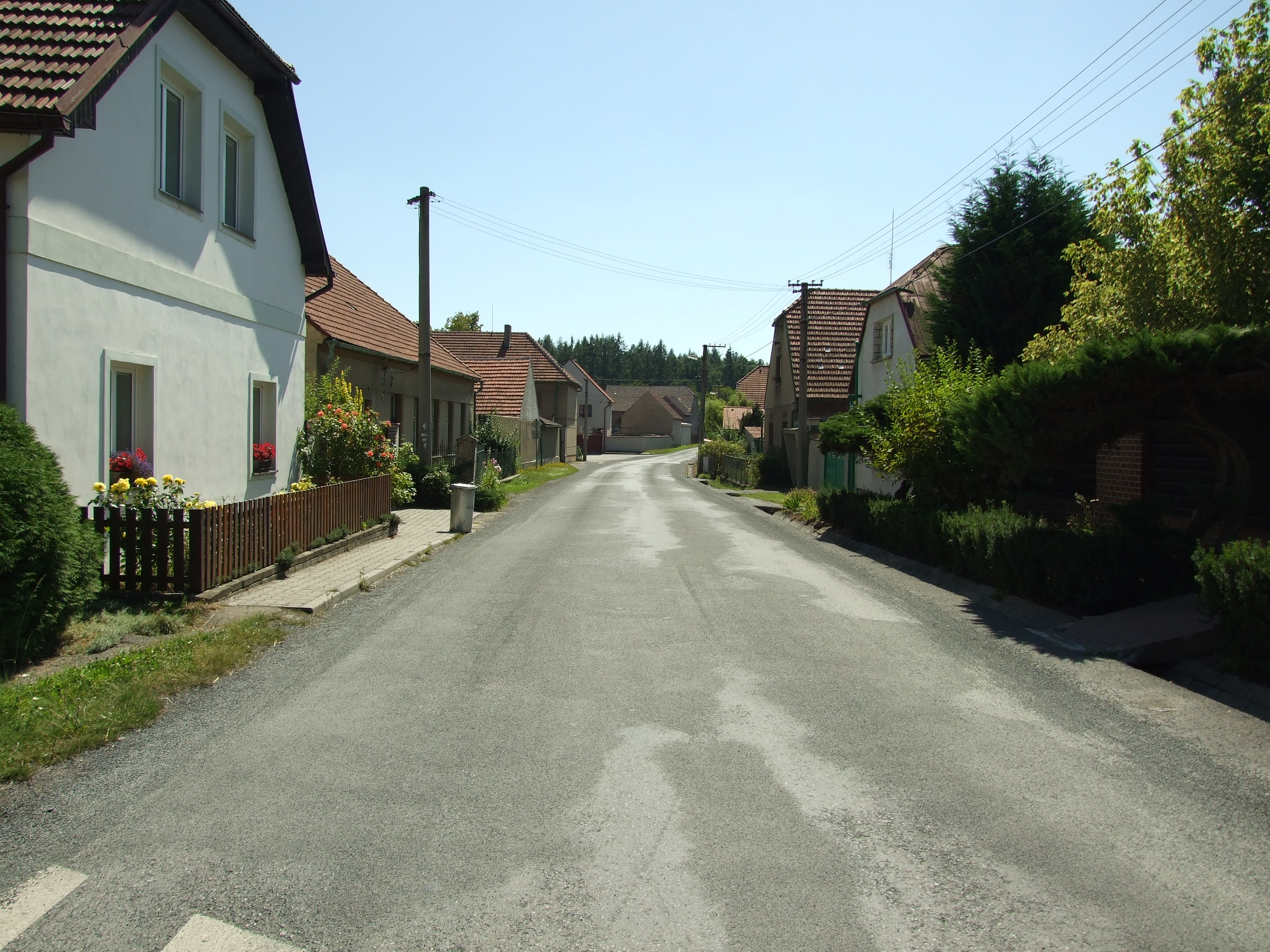
Weg in Drnek
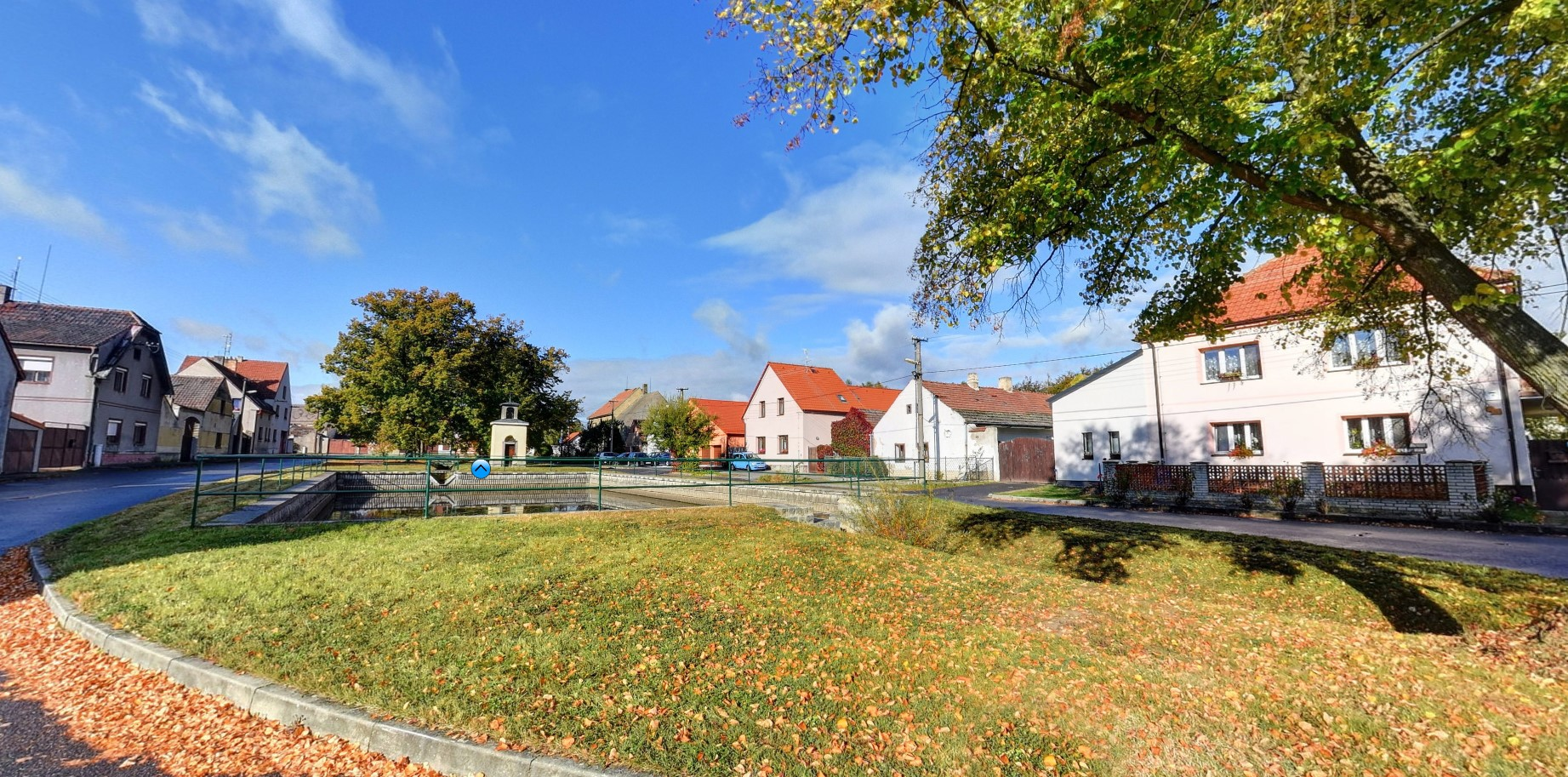
Straat in Drnek (1)
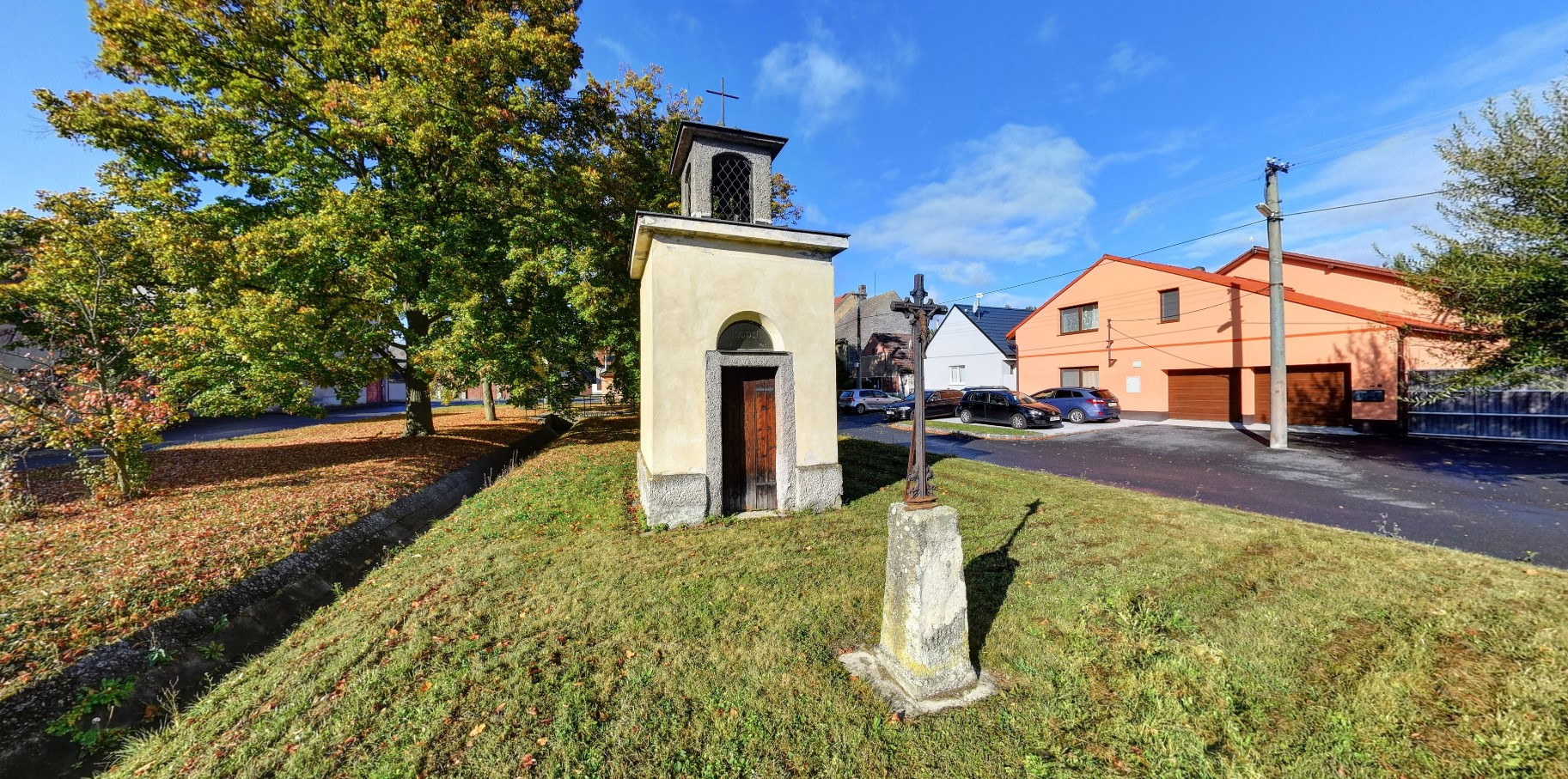
Kapelletje
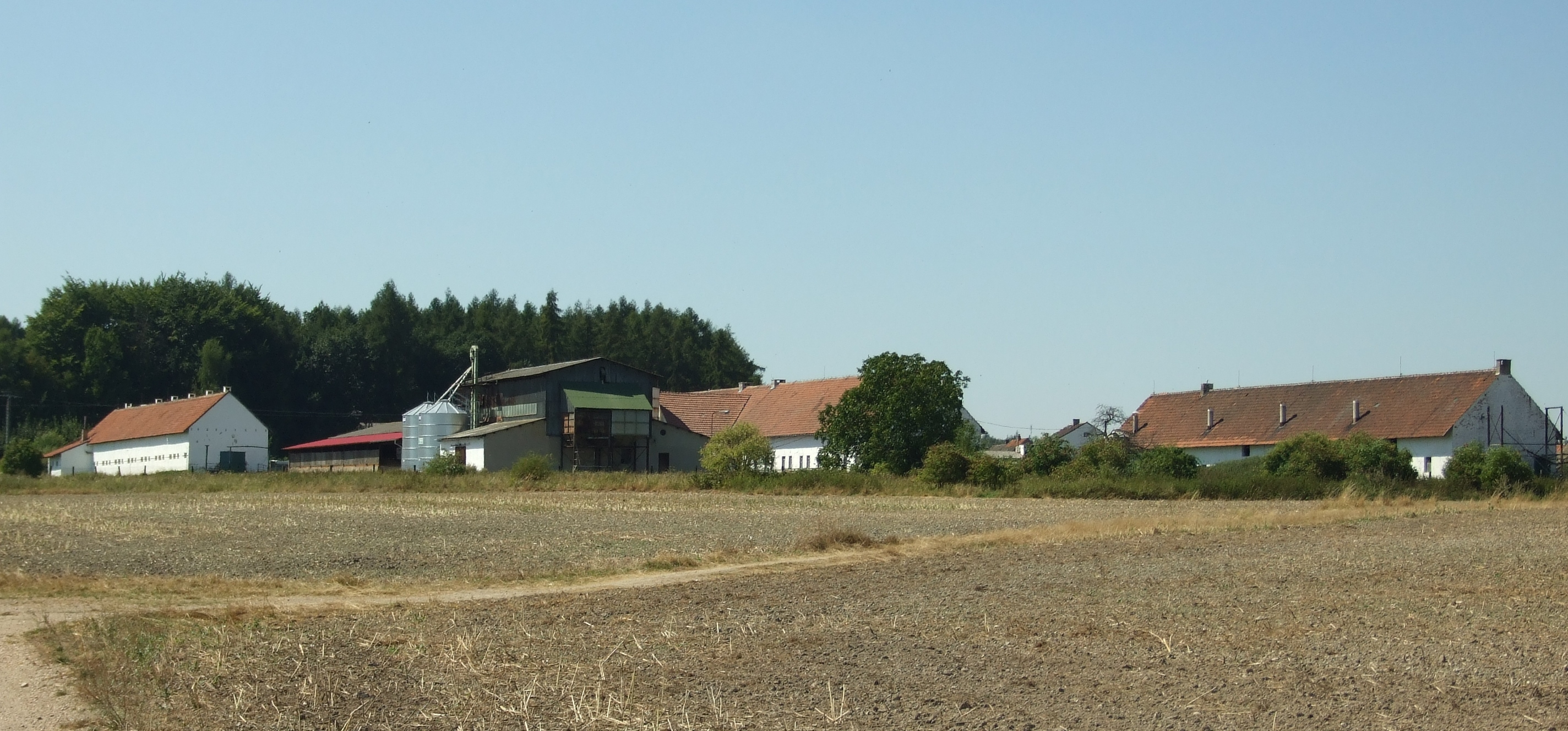
Boerderijen nabij het dorp